# 岐异凹腹鳕
岐异凹腹鳕（学名：Ventrifossa divergens）为輻鰭魚綱鱈形目鼠尾鳕科凹腹鳕属的鱼类。分布于菲律宾吕宋岛北岸、东岸及南部班乃岛西北海域、北婆罗洲东岸外海及南非东伦敦等外海以及香港及南海东部海区等，属于西太平洋热带及印度洋的深海底层鱼类。其一般栖息于水深314.59-771.84米，生活習性不明，可作為食用魚。该物种的模式产地在北婆罗洲东侧外海。